# Grupo OZ
El Grupo OZ es una empresa italiana fundada en 1971 que produce ruedas para automóviles y motocicletas, específicamente llantas de aleación. Son un proveedor de componentes originales para varios fabricantes de vehículos, además de dedicarse a la comercialización de sus productos en el mercado de accesorios del automóvil. También son un proveedor destacado de ruedas para los deportes de motor.

## Historia

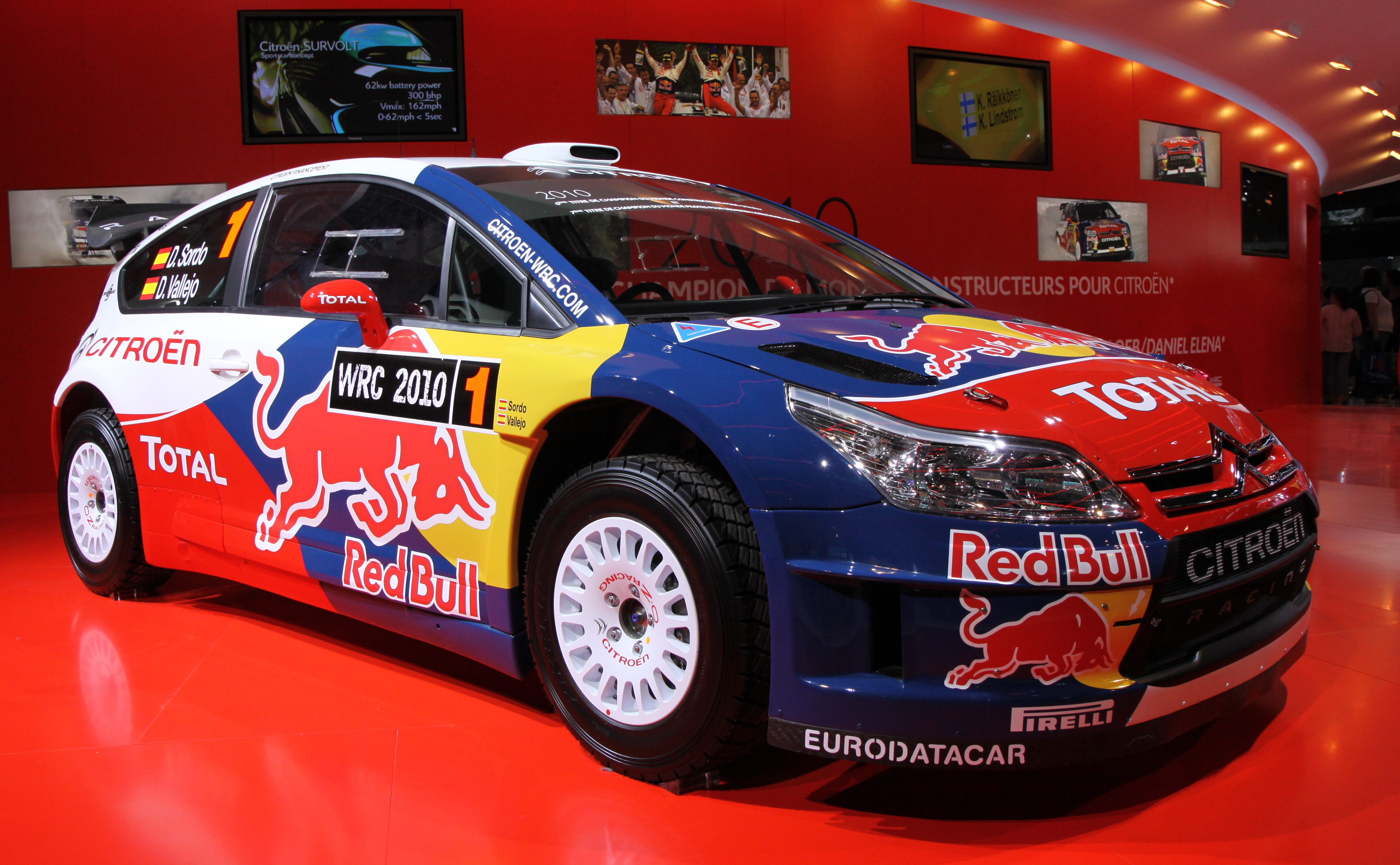
Citroën WRC (2010)

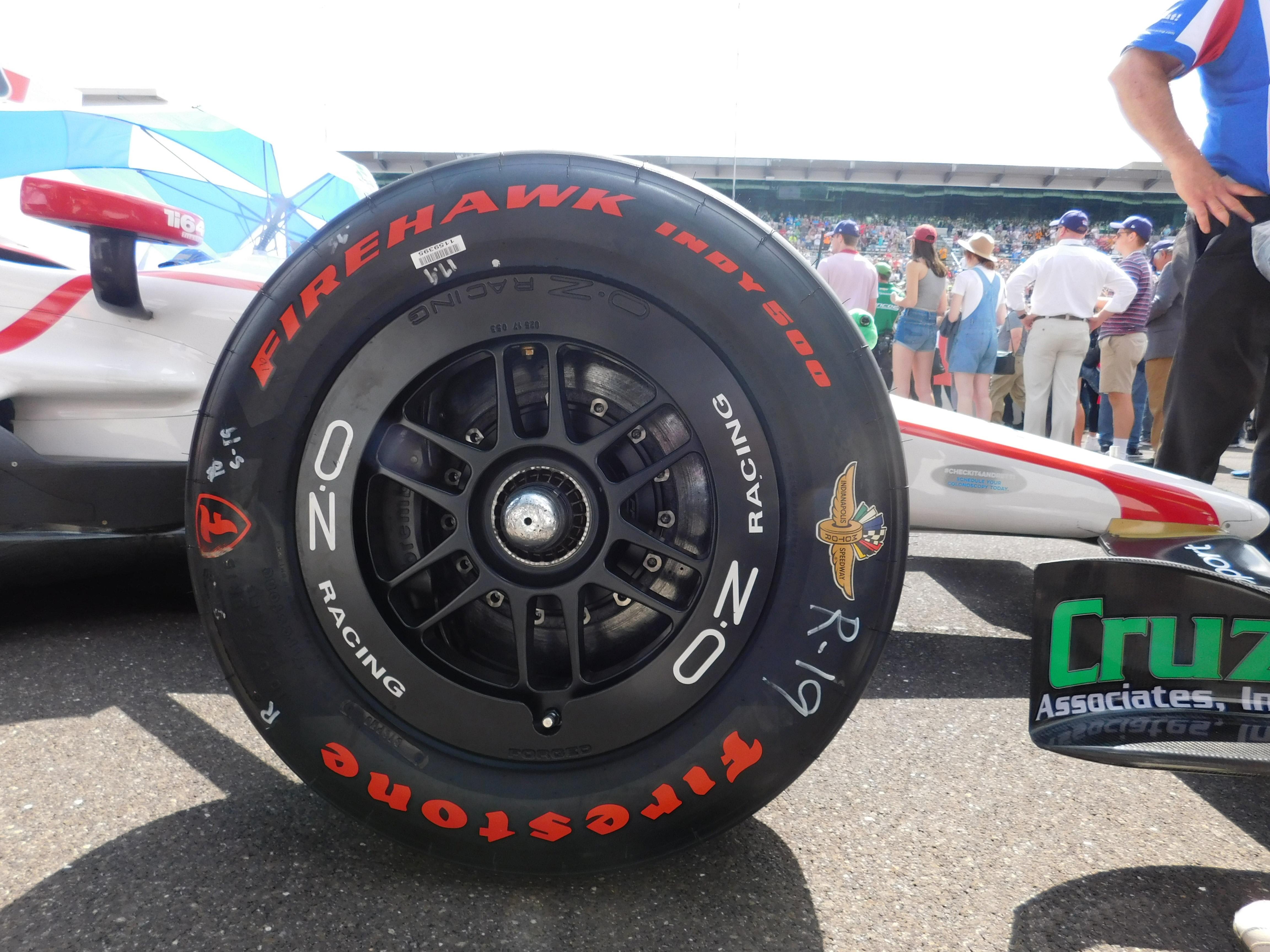
Ruedas de competición OZ en un IndyCar

La empresa tuvo su origen en una estación de servicio situada en Rossano Veneto, cerca de Venecia. Fue fundada en 1971 por Silvano Oselladore y por Pietro Zen, de cuyas iniciales toma su nombre. OZ SpA se estableció oficialmente como compañía en 1978, tras la inversión realizada por la empresa Carto Isnardo SpA. En 1989 se estableció su primera filial, OZ Japan, y en 1992 la compañía se mudó a una nueva fábrica en la ubicación actual de su sede de San Martino di Lupari.
En 1999, OZ se diversificó en la producción de ruedas para motocicletas en colaboración con Aprilia.
Hoy en día, la compañía produce llantas de aleación para aplicaciones de deportes de motor, accesorios y componentes originales, además de llantas de motocicleta y artículos personalizados para coches personalizados y diseñadores especializados, incluidos Bertone, Pininfarina, AMG y Hartge. OZ también produce ruedas para Sparco en asociación con sus compatriotas. Su principal competidor es BBS.

## Deportes de motor
OZ comenzó su participación en la Fórmula 1 en 1984, suministrando ruedas a Riccardo Patrese y al equipo Alfa Romeo de Eddie Cheever. En 1990, la compañía era proveedora de ruedas para el Equipo de Rallyes de Toyota cuando Carlos Sainz ganó su primer Campeonato Mundial de Rally. En 1996, el equipo Williams Grand Prix Engineering con OZ como suministrador, ganó el mundial de constructores de Fórmula 1, y el piloto Damon Hill ganó el campeonato de pilotos. Al año siguiente, un automóvil con ruedas OZ ganó las 500 Millas de Indianápolis.
Una segunda victoria en el Campeonato Mundial de Rallyes del año 2000, esta vez con Peugeot, precedió a una serie de asociaciones victoriosas en 2001, cuando OZ se convirtió en uno de los proveedores de ruedas más importantes para deportes de motor. Mientras que Peugeot ganó nuevamente el título de constructores en WRC, OZ también suministró al Equipo Subaru de Rallyes, con Richard Burns gananando el campeonato de pilotos. El año también vio a los equipos suministrados por OZ ganando las 500 Millas de Indianápolis y las 24 Horas de Le Mans.
A partir de 2011, OZ pasó a ser suministrador de los equipos de F1 Red Bull Racing y Renault Sport, los equipos Ford World Rally Team y Audi en la categoría de deportivos, y del Deutsche Tourenwagen Masters. Son proveedores exclusivos del Campeonato de Fórmula 2 de la FIA, de las GP3 Series y antes de su cierre en 2010, de la serie A1 Grand Prix, abasteciendo al 90% de los equipos del Campeonato Mundial de Rally y al 80% de los equipos INDYCAR LLC.